# Ϛ
Ϛ, ϛ（スティグマ、stigma）はギリシア文字の1つである。Σ（シグマ）とΤ（タウ）との合字から生まれた。ギリシア数字で6を表すのに用いられる。現代ギリシア語では、よく似た文字であるシグマの語末形 "ς" で代用されるが、本来は別の字である。

## 概要
9世紀から10世紀にかけてギリシア文字の小文字が普及し、στ が合字として  や  のように書かれるようになった（三日月形のシグマが用いられている）。これが直接の由来である。
今日の活字体では、シグマの語末形 "ς" に比べて、スティグマのほうが上の部分の曲がりが大きく、また線の右に出る部分が長い傾向がある。歴史的にはさまざまな形で書かれた。
今日のギリシアでは、数字の6を表す際、ϛʹ よりも ΣΤʹ や στʹ が使われることが多い。

## 符号位置
| 大文字 | Unicode | JIS X 0213 | 文字参照       | 小文字 | Unicode | JIS X 0213 | 文字参照       | 備考 |
| ------ | ------- | ---------- | -------------- | ------ | ------- | ---------- | -------------- | ---- |
| Ϛ      | U+03DA  | -          | &#x3DA; &#986; | ϛ      | U+03DB  | -          | &#x3DB; &#987; |      |